# Syntormon rotundicornis
Syntormon rotundicornis är en tvåvingeart som beskrevs av Van Duzee 1931. Syntormon rotundicornis ingår i släktet Syntormon och familjen styltflugor. Inga underarter finns listade i Catalogue of Life.